# 布萊恩·萊特爾
布萊恩·托馬斯·萊特爾（英语：Brian Thomas Littrell，1975年2月20日—）是一位美國歌手。他是音樂團體新好男孩中的成員之一。迄今為止，作為新好男孩的一員，他的專輯銷售量已經超過了一億張。他也是一位當代基督教音樂音樂家，并在2006年發行了個人專輯Welcome Home。他也是一位虔誠的基督教福音派教徒。

## 作品
组合作品请参见新好男孩

### 专辑
- 《Welcome Home》，2006
- 《Brian Littrell's Family Christmas》，2008
- 《Christmas with the Littrells》，2011